# 44e congrès de la Confédération générale du travail
Le 44e congrès de la Confédération générale du travail a lieu du 26 au 31 janvier 1992 à Montreuil (Seine-Saint-Denis).

## Votants
978 délégués porteurs de 478 622 voix sont rassemblés pour un Congrès marqué par le départ d'Henri Krasucki. Ce départ, après 32 ans de présence au Bureau, était programmé, et c'est son successeur, Louis Viannet qui présente un rapport d'activité, où il reconnaît « un affaiblissement réel de la CGT », comme des autres centrales syndicales.

## Vote du document d'orientation
Le document d'orientation est adopté par 439 507 voix, contre 5 511 voix, 19 339 abstentions et 14 266 non-participants aux votes.

## Renouvellement de la commission exécutive
La commission exécutive compte 128 membres dont 42 sont nouveaux. Comme lors du précédent congrès, de fortes disparités apparaissent quant au nombre de voix obtenues par les futurs dirigeants.

## Renouvellement du bureau
Le bureau confédéral ne compte plus que 14 membres. Le Bureau confédéral est fortement remanié : 7 départs et 5 entrées. Il se compose de 14 militants dont 5 femmes. Mais les militants qui y sont promus sont tous âgés de 45 ans environ, et ce n'est pas vraiment une opération « rajeunissement » (ça l'est un peu quand même…) qui a lieu :
- - Louis Viannet, secrétaire général ;
  - Gérard Alezard,
  - Lydia Brovelli,
  - Michelle Commergnat, nouvelle élue, 45 ans, ayant commencé de travailler à 17 ans, syndiquée aussitôt employée de commerce, secrétaire de la Fédération du Commerce
  - André Deluchat,
  - Maïté Demons, nouvelle élue, licenciée es lettres, 46 ans, cadre supérieure à la Sécurité sociale, secrétaire de l'Ugict-CGT, directrice de la revue Options
  - François Duteil,
  - Maurice Lamoot, nouvel élu, 47 ans, originaire du Nord, ancien OS (ouvrier spécialisé), militant de la Fédération des Métaux, membre du Conseil d'Administration de l'Unédic.
  - Jacqueline Léonard,
  - Jeanine Marest,
  - Didier Niel, 45 ans, ouvrier fraiseur (métallurgie), ancien militant jociste, militant en Seine-Maritime, puis à Paris où il est membre du bureau de l'Union départementale CGT.
  - Alain Obadia,
  - Alphonse Veronèse,
  - Bernard Vivant, 46 ans, dessinateur industriel, secrétaire générale de l'UD-CGT du Rhône

Les 7 départs, sont ceux de :
- -     - Johannès Galland, 58 ans, au bureau confédéral depuis 1975, soit 17 ans d'ancienneté
    - Pierre Koehler, 59 ans, 7 ans de présence au Bureau confédéral, responsable de la Trésorerie.
    - Henri Krasucki, 68 ans, déporté-résistant, 32 ans de Bureau confédéral, et presque autant de présence au Bureau politique du PCF (il y est entré en 1961).
    - Bernard Lacombe, 57 ans, prêtre-ouvrier, ouvrier monteur-électricien.
    - Jean Claude Laroze, 51 ans, assurait la direction du journal Le Peuple, il était au bureau confédéral depuis 1975.
    - René Lomet, lui aussi avec 17 ans d'ancienneté au Bureau confédéral, âgé de 59 ans.
    - Michel Warcholak, de la même "promotion" 1975